# Gribowski G-22
Die Gribowski G-22 (russisch Грибовский Г-22) war ein Flugzeug des sowjetischen Flugzeugkonstrukteurs Wladimir Konstantinowitsch Gribowski.

## Entwicklung
Der einsitzige Tiefdecker mit offenem Cockpit wurde als Kunstflugmaschine projektiert und gebaut. Sie verfügte über ein starres Fahrwerk. Die Maschine wurde 1936 speziell für den 10. Jahrestags des Komsomol entwickelt. Der Erstflug erfolgte am 7. März des Jahres nach nur zweimonatiger Entwicklungs- und Fertigungszeit. Zunächst war die Maschine mit einem 37 kW (50 PS) leistenden Walter Mikron (hängender Vierzylinder-Reihenmotor) ausgerüstet. 1939 wurde ein 59 kW (80 PS) starker Pobjoy eingebaut. Im Jahr darauf kam ein 48 kW (65 PS) starker M-23 Dreizylinder-Sternmotor zum Einsatz.
Wie die Gribowski G-21 verfügte die G-22 über automatische Vorflügel, die sich durch ein Gestänge stets synchron bewegten. Jekaterina Mednikowa stellte mit der Maschine am 3. Juli 1936 einen Klassenweltrekord mit 164,94 km/h auf.

## Technische Daten

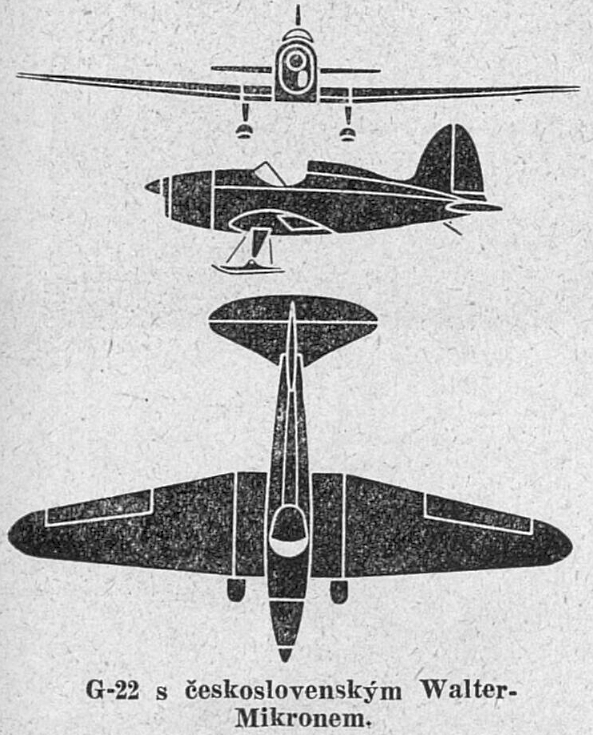
Dreiseitenansicht

| Kenngröße             | Daten                 |
| --------------------- | --------------------- |
| Länge                 | 5,60 m                |
| Spannweite            | 8,70 m                |
| Flügelfläche          | 10,00 m²              |
| Flügelstreckung       | 7,6                   |
| Leermasse             | 210 kg                |
| Startmasse            | maximal 325 kg        |
| Höchstgeschwindigkeit | 165 km/h in Bodennähe |
| Reisegeschwindigkeit  | 150 km/h              |
| Landegeschwindigkeit  | 55 km/h               |
| Landerollstrecke      | 85 m                  |
| Startrollstrecke      | 80 m                  |
| Gipfelhöhe            | 3000 m                |
| Reichweite            | 300 km                |